# Одрикс
Одрикс (фр. Audrix) насеље је и општина у југозападној Француској у региону Аквитанија, у департману Дордоња која припада префектури Сарла ла Канеда.
По подацима из 2011. године у општини је живело 290 становника, а густина насељености је износила 46,62 становника/km². Општина се простире на површини од 6,22 km². Налази се на средњој надморској висини од 190 метара (максималној 242 m, а минималној 60 m).

## Демографија
| 1962. | 1968. | 1975. | 1982. | 1990. | 1999. | 2011. |
| ----- | ----- | ----- | ----- | ----- | ----- | ----- |
| 110   | 116   | 120   | 130   | 180   | 238   | 290   |

График промене броја становника у току последњих година